# Белизна (Пеклинское сельское поселение)
Бели́зна — деревня в Дубровском районе Брянской области, в составе Пеклинского сельского поселения. Расположена в 9 км к северо-западу от города Жуковки, на левом берегу реки Белизны. Постоянное население с 2004 года отсутствует.
Возникла в середине XIX века как постоялые дворы при старом Рославльском шоссе; входила в Салынскую волость Брянского уезда, позднее (до 1971 года) — в Салынский сельсовет Дубровского района. Для отличия от другой одноимённой деревни того же района, называлась также «Белизненский Хутор» («Белизненские Хутора»).
| Годы      | 1866 | 1926 | 1979 | 1989 | 1999 | 2010 |
| --------- | ---- | ---- | ---- | ---- | ---- | ---- |
| Население | 10   | 458  | 101  | 33   | 13   | 0    |